# Jabloňany
Jabloňany település Csehországban, a Blanskói járásban. Jabloňany Sebranice, Voděrady, Obora, Skalice nad Svitavou és Lhota Rapotina településekkel határos. Lakosainak száma 432 fő (2024. január 1.).

## Népesség
A település lakosságának változását az alábbi diagram mutatja:
| Lakosok száma | 313  | 322  | 370  | 372  | 410  | 382  | 385  | 390  | 407  | 432  |
|               | 1869 | 1890 | 1921 | 1950 | 1980 | 2001 | 2017 | 2019 | 2022 | 2024 |